# جيوفري جونز
جيوفري جونز (بالإنجليزية: Geoffrey Jones)‏ هو مؤرخ أمريكي، ولد في 1952 في برمنغهام في المملكة المتحدة.